# Polnischer Name
Traditionell bestehen polnische Namen aus einem oder zwei Vornamen und einem Nachnamen.

## Vornamen
Die weiblichen Vornamen enden im Polnischen meist mit einem -a, wie bei Magdalena oder Justyna. Die männlichen Vornamen enden hingegen in der Regel mit einem Konsonanten.
Kennen sich Personen, so sprechen sie sich häufig mit dem Diminutiv des Vornamens an. Der Nachname wird generell nur bei förmlichen oder amtlichen Begegnungen benutzt. Es ist zudem üblich, sich mit dem Vornamen zu siezen. Dies trifft auch in Kombination mit dem Diminutiv zu (z. B. Panie Janku! dt. etwa Herr Hansi!).

### Häufige Vornamen und ihre gängigen Diminutive

#### Weiblich
| Vornamen: | Verkleinerungsform: |
| --- | --- |
| - Agnieszka (dt. Agnes) - Aleksandra (dt. Alexandra) - Alicja (dt. Adelheid) - Amanda - Amelia (dt. Amelie) - Anna - Barbara - Bożena - Danuta - Dorota (dt. Dorothea) - Elżbieta (dt. Elisabeth) - Emilia - Ewa (dt. Eva) - Ewelina (dt. Evelyn) - Halina - Hanna (dt. Hannah) - Irena (dt. Irene) - Iwona (dt. Yvonne) - Izabela (dt. Isabella) - Joanna (dt. Johanna) - Jolanta (dt. Jolanthe) - Julia - Justyna (dt. Justine) - Katarzyna (dt. Katharina) - Krystyna (dt. Christine) - Liliana - Magdalena - Maja - Małgorzata (dt. Margarete) - Maria - Mariola - Marta - Marzena (dt. Marion) - Milena - Natalia (dt. Nathalie) - Oliwia (dt. Olivia) - Paulina - Pola - Wanda - Zofia (dt. Sofia) - Zuzanna (dt. Susanne) | - Aga, Agniesia - Ola, Olka, Olunia - Ala, Aleńka - Ama, Amandzia - Amelka - Ania, Anka - Basia, Baśka, Basieńka - Bozia - Dana, Danka, Danusia - Dora, Dorotka, Dosia - Ela, Elka, Elunia - Emilka, Emileńka - Ewka, Ewunia, Ewcia - Ewelinka, Ewelunia - Hala, Halinka, Halunia - Hania, Hanka, Haneczka, Hanusia - Ira, Irenka, Irenia - Iwonka, Iwka, Iwcia - Iza, Izunia - Joasia, Joaśka, Asia, Aśka - Jola, Jolka, Jolunia, Jolcia - Julka, Jula, Juleczka - Justynka, Justyneczka, Justysia - Kasia, Kaśka, Kasieńka - Krysia, Kryśka, Krysieńka - Lila, Lilianka - Magda, Madzia, Madziunia, Magdusia, Magdalenka - Majka, Majeczka - Małgosia, Małgośka, Gosia, Gośka - Marysia, Maryśka, Marysieńka - Mariolka - Martusia, Tusia - Marzenka, Marzenia - Milenka, Mila, Lena - Natalka, Nastia - Olisia, Oliśka - Paulinka, Paulińcia - Polcia - Wandzia - Zosia, Zosieńka, Zośka - Zuzia, Zuzanka |

#### Männlich
| Vornamen: | Verkleinerungsform: |
| --- | --- |
| - Adam - Adrian - Andrzej (dt. Andreas) - Antoni (dt. Anton) - Bartosz (dt. Bartosch) - Bernard (dt. Bernhard) - Bogdan - Borys (dt. Boris) - Bogumił (dt. Gottlieb) - Bolesław - Czesław - Damian - Edward (dt. Eduard) - Filip (dt. Philipp) - Franciszek (dt. Franz) - Grzegorz (dt. Gregor) - Henryk (dt. Heinrich) - Jacek - Jakub (dt. Jakob) - Jan (dt. Johannes) - Jerzy (dt. Georg) - Józef (dt. Joseph) - Kacper (dt. Kasper) - Kamil - Karol (dt. Karl) - Kazimierz (dt. Kasimir) - Konstanty (dt. Konstantin) - Krzysztof (dt. Christoph) - Leonard (dt. Leonhard) - Łukasz (dt. Lukas) - Maciej (dt. Matthias) - Marcin (dt. Martin) - Marek (dt. Markus) - Michał (dt. Michael) - Paweł (dt. Paul) - Piotr (dt. Peter) - Rafał (dt. Rafael) - Stanisław (dt. Stanislaus) - Stefan (dt. Stephan) - Szymon (dt. Simon) - Tadeusz (dt. Thaddäus) - Teodor (dt. Theodor) - Tomasz (dt. Thomas) - Witold - Wojciech (dt. Adalbert) - Zbigniew - Zenon | - Adaś, Adamek - Aduś, Adrianek, Adek - Andrzejek, Jędruś, Jędrek - Antuś, Antek - Bartek - Bernardek, Bernaś - Bodziuś - Borsé - Boguś - Bolek - Czesiek - Damianek - Ed, Edek, Edziu - Filipek, Filipuś - Franek, Franio, Franuś - Grzesiu, Grześ, Grzesiek - Heniu, Heniek - Jacuś - Jakubek, Kuba, Kubuś - Jaś, Jasiu, Janek - Jurek, Juruś - Józek, Józio - Kacperek - Kamilek - Karolek, Karolciu - Kazik, Kaziu - Kostuś - Krzysiu, Krzyś, Krzysiek, Krzychu - Leoś, Leosiek, Lolek, Loluś - Łukaszek, Łukaś - Maciek, Maciuś - Marcinek - Mareczek - Michałek, Mikuś - Pawełek, Pawlik - Piotruś, Piotrek - Rafałek, Rafcio, Rafi - Stasiu, Staszek, Staś, Stachu - Stefek, Stefcio - Szymek - Tadziu, Tadek, Tadzik - Teoś, Tedzik - Tomek, Tomeczek, Tomcio, Tomuś - Witek - Wojtek, Wojtuś - Zbyszek, Zbychu - Zenek, Zeniu, Zenuś |

### Rechtliches
In Polen werden die einem neugeborenen Kind vergebenen Vornamen gemäß dem Gesetz über Standesakte (pln. Prawo o aktach stanu cywilnego) gesetzlich geregelt:
- Es dürfen nicht mehr als zwei Vornamen vergeben werden (dies wurde 1952 eingeführt und betrifft nicht davor geborene Personen).
- Vornamen dürfen nicht grotesk oder derb sein.
- Kurz- oder Koseformen (Diminutive) sind keine zulässigen Vornamen (z. B. ist nur Maksymilian eintragbar, nicht jedoch Maks).
- Der Vorname oder die Vornamen müssen eindeutig einem Geschlecht zugeordnet werden können.

## Familiennamen
Nachnamen können im Polnischen, wie in den anderen slawischen Sprachen, bei Anwendung auf weibliche Träger ein angehängtes -a als entsprechende Endung erhalten. Die Ehefrau des Herrn Kowalski (dt. z. B. Schmidt) heißt also Kowalska (regional in Dtl. die Schmidten). Entsprechendes gilt für die Deklination. Am Türschild der Familie steht dann die Pluralform Kowalscy (dt. Schmidts). Zur distanzierten oder höflichen Anrede wird immer das Wort pan (pln. für Herr) bzw. pani (pln. für Frau) vorgesetzt.
Die Endungen -ski, -cki oder -dzki (bspw. bei Lewandowski, Kotecki, Zawadzki) sind adjektivische Ableitungen sog. Herkunftsnamen, d. h., sie geben einen Hinweis auf eine Ortschaft, eine Sippe, einen Stand oder eine historische Besonderheit. Der Familienname Podolski entspricht demnach aus Podolien stammend, der Podolische oder von Podolien. Diese Endungen weisen oft, aber nicht immer, auf ein Überbleibsel adeliger Wurzeln hin, da der polnische Adel oftmals einen Herkunftsnamen führte.
Die ebenfalls häufige Endung -wicz (bspw. bei Adamowicz oder Filipowicz) entspricht dem germanischen Suffix -son bzw. -sohn und stellt erstarrte Vatersnamen dar, wie sie noch heute im Russischen als Patronyme gebräuchlich sind.
Namen, die auf -ak und -ek (bspw. bei Kaczmarek) sowie -ik und -iak (bspw. bei Foreniak) enden, sind aus Adjektiven abgeleitete Personenbezeichnungen. So entspricht Nowak (von nowy für dt. neu) etwa dem deutschen Namen Neumann, Górniak (von górny entsprechend dem dt. Berg- oder Ober-) etwa Obermann. Das Suffix -ek kann allerdings auch ein Diminutiv darstellen, wie beim Vornamen Lech, aus dem Leszek wird.
Häufig sind auch Namensendungen wie -cik (bspw. bei Wójcik) und -czyk (bspw. bei Tomczyk).

### Die häufigsten polnischen Nachnamen
Die häufigsten Nachnamen in Polen waren 2009:
- Nowak 207.348
- Kowalski/a 140.471
- Wiśniewski/a 111.174
- Wójcik 100.064
- Kowalczyk 98.739
- Kamiński/a 95.816
- Lewandowski/a 93.404
- Zieliński/a 91.522
- Szymański/a 89.698
- Woźniak 89.015
- Dąbrowski/a 87.304
- Kozłowski/a 76.657
- Jankowski/a 69.280
- Mazur 68.090
- Kwiatkowski/a 66.917
- Wojciechowski/a 66.879
- Krawczyk 64.543
- Kaczmarek 62.399
- Piotrowski/a 61.844
- Grabowski/a 59.052
- Pawłowski/a 55.877
- Zając 55.706
- Michalski/a 55.319
- Król 54.918
- Wieczorek 51.377
- Jabłoński/a 50.873
- Wróbel 50.820
- Greń 50.548

### Rechtliches
In Polen wird die Führung des Familiennamens durch das Familien- und Fürsorgegesetzbuch (pln. Kodeks rodzinny i opiekuńczy) von 1964 geregelt.

## Wappen
Namens- und Wappenführung sind in der polnischen Gesellschaft seit dem Mittelalter eng miteinander verwoben.
Eine Besonderheit der polnischen Heraldik liegt in der gemeinsamen Wappenführung mehrerer, oftmals nicht miteinander verwandter Familien, die sogenannte Wappengemeinschaften bilden. Dabei können sowohl bürgerliche als auch ehemals dem polnischen Adel angehörende Familien ein Wappen (pln. herb) führen.
Die Führung eines Wappens ist weder gesetzlich geregelt, noch begründet es jegliche Anrechte. Die Bezeichnung des Wappens ist kein Bestandteil des bürgerlichen Namens, denn dieser besteht nur aus den Vor- und dem Familiennamen. Teilweise haben die Wappen jedoch Einzug in die Familiennamen gefunden und wurden zu deren mit Bindestrich verbundenen Bestandteilen (bspw. bei Korwin-Mikke). Gängig ist des Weiteren auch der dem Nachnamen nachgestellte Zusatz herbu Pomian (bspw. für eine Person aus der Wappengemeinschaft Pomian).